# Синагоги Львова
Одна из старейших синагог во Львове была деревянной, об этом свидетельствуют деревянные балки, которые были найдены при построении дома № 29 на ул. Бляхарской. Синагоги были важными урбанистическими элементами, с ними связаны имена выдающихся львовских раввинов, учёных, строителей, маляров. До Второй мировой войны во Львове было более 200 синагог (более 40 больших синагог и 160 малых), а всего количество синагог, молитвенных домов и частных миньянов доходило до 350, однако действующая синагога сейчас одна — «Цори Гилод» на ул. Братьев Михновских, 4. От активной прежней жизни львовских евреев остались две синагоги и ещё несколько небольших хасидских молитвенных домов.

## Известные синагоги Львова
В самой еврейской общине Львова многочисленные синагоги подразделялись на большие синагоги — шул — на идише (или бейт ха-кнесет ха- гадоль — на иврите), малые синагоги — шилехл, хасидские синагоги — клойз и дома учения — бейт-мидраш.
Каждая синагога во Львове кроме своего общепринятого названия имела ещё одно собственное имя на иврите, взятое, в основном, из подходящего стиха Святого Писания, кроме Большой городской и Большой предместной синагог.
- Деревянная синагога, построенная во второй половине XIV века (в районе ул. Бляхарской, 29). Не сохранилась. Благодаря археологическим раскопкам были найдены некоторые предметы и элементы конструкции этой синагоги, в частности роскошно украшенные балки с еврейскими надписями.
- Первая каменная синагога в готическом стиле, построенная в Краковском предместье в 1555 году. Не сохранилась.
- Большая предместная синагога — «Форштатер шул» — была построена в 1624—1630 годах и располагалась в Краковском предместье, на ул. Божничей, 16 (современное название — Сянская). После разрушения синагога не восстанавливалась, на её месте устроен сквер, позднее на части которого построен рынок «Добробут». В пристройках и на верхнем этаже при Большой предместной синагоге был ещё ряд малых синагог:
  - синагога «Зовхей цедек» («резников»),
  - синагога «Меламдим шул» («учителей»),
  - синагога «Хаютим гдолим» («больших портных») — с 1784 г.,
  - синагога «Хаютим ктаним» («малых портных», ещё одна синагога «Хаютим ктаним» была также при Городском Бейт-мидраше),
  - синагога «Менакрим»,
  - синагога «Носей катоф» (грузчиков),
  - синагога «Маркией пахим» (жестянщиков),
  - синагога «Цаярим» («маляров»)[5] или «Цеирим» («молодых»)[6][7][8].
- Большая городская синагога — была построена 1801 году в стиле классицизма на месте готической с 1555 года. Разрушена нацистами в 1941 году.
- Синагога «Золотая Роза» («Синагога Нахмановича», синагога «Турей Захав») — была памятником архитектуры ренессанса, святыней львовской еврейской городской общины, уничтоженная гитлеровцами в июле 1941 года. Находилась на территории средневекового львовского еврейского квартала, в доме № 27 по ул. Ивана Фёдорова.
- Городской Бейт-Мидраш — «Бейт мидраш де-тох ха-ир» — на ул. Боимов, 41 (Староеврейской), возведён в 1797 году, разрушен в 1941 г. На втором этаже его был ещё целый ряд малых синагог:
  - «Клойз Люблин» (с 1811 г.),
  - синагога «Хаютим гдолим»[9],
  - синагога «Хнион Далим Хаютим ктаним»,
  - синагога «Шмуклеров»,
  - синагога «Жестянщиков»,
  - синагога «Обивщиков»,
  - синагога «Сифтей ренаним» («Уста воспевающие») общества «Хевра Теилим» («читающих Псалмы»),
  - синагога «Асири» («Десятый»), в котором молился ограниченный миньян из десяти учёных и богобоязненных евреев, которые к тому же постились каждый десятый день.
- Синагога «Бейс-алмин юшон» (Старокладбищенская синагога) или «Бейс-ойлом шул» на ул. Раппопорта № 2, одна из самых старых во Львове, известна со 2-й половины XVII в.[10], разрушена нацистами.
- Большая синагога «Асей Тов» («Твори добро»), известная также как синагога Сикстуская, а также «Шайноха шул» — была в еврейском квартале на левом берегу реки Полтвы, на ул. Шайнохи, № 6 (ранее Зайтенгассе; ныне ул. Банковская). В ней молились представители богатых и аристократических семей. Первая запись о ней в документах Львовского магистрата датируется 5 августа 1828 г. В 1857 году она была перестроена в комплексе со зданием
  - Бейт-мидраша , известного как «Шайноха Бейт-мидраш»[11], по проекту архитектора Шмидта.
  - «Сикстуский клойз» или «Вовчес клойз» (или синагога «Вольфце Шейнблюмс шилехл») — клойз, построенный Мордехаем Раппопортом и Вольфом (Вовче) Шейнблюмом во дворе Сикстуской синагоги в 1843 году, здесь молились и учились хасиды. Синагога, Бейт-мидраш и клойз были сожжены немцами в августе 1941 года.
- Синагога «Темпель» — Львовская прогрессивная синагога «Хейхал ха-неорим» («Храм просвещённых»), называемая Темпель (храм), стала первой синагогой реформированного типа в Галичине. Существовавшая с 1843—1846 годах до разрушения в период гитлеровской оккупации. Находилась на площади Старый рынок.
- Синагога «Ковеа итим ла-Тора» или «Ковеа Итим шул»[12] на ул. Шпитальной, 4 на углу с ул. Казимежской (Городоцкой). Двухэтажное здание, на 1-м этаже находилась собственно синагога, а на 2-м Бейт-мидраш. Разрушена нацистами.
- Синагога «Ахавас Хесед шель Эмес» на ул. Шпитальной № 23[13], основана в 1913 г.
- Синагога Ликермана или синагога «Лев Исраэль» («Сердце Израиля») — очень красивая синагога, была построена на личные средства Шабсе Ликермана — хозяина усадьбы на ул. Лычаковской,165. Церемония закладки первого камня с участием главного львовского раввина Арье Лейба Бройды состоялась 18 августа 1910 г. в день празднования 80-летия императора Франца Иосифа, о чём была послана праздничная телеграмма императору. Разрушена.
- Синагога «Нецах Исраэль» («Вечность Израиля») — на ул. Лычаковской,225. Здание сохранилось, сейчас в нём магазин.
- Синагога «Зихрон Йосеф Барах»[14] — построена Йосефом Барахом в 1897 г. во дворе на ул. Заводской 3. Разрушена нацистами, остались надписи на разрушенных стенах.
- Синагога «Зихрон реб Хаим Шлойме Феркойф» — на ул. Под Дубом № 7[15].
- Синагога «Ор ха-юшор» — «Мефоршей ха-ям» («Прямой свет» или другое название «Переплывающие море» в честь талмудического произведения одного из великих львовских раввинов Мордехая-Зеева Эттингера, 1804—1863)- с 1842 г., на ул. Мукачевской,2-ул. Льва,3. Разрушена нацистами и снесена пришедшей советской властью.
- Синагога «А-рав Йосеф Шоиль Натанзон»[16] — на ул. Скарбковской (Леси Украинки) № 15 в честь раввина Львова Йосефа Шауля Натанзона[17].
- Синагога «Ребе Йоселе» — одного из учеников «Провидца из Люблина», клойз на ул. Льва. Была местом молитвы хасидов и изучения Торы.
- Синагога «Ребе Бецалель Магид» («проповедника») — клойз на ул. Объездной № 8 (Долинского)[18]. В ней молились хасиды с улиц Замарстыновской и Жолковской. Также была центром изучения Торы.
- Синагога «Зихрон а-рав Мешулем Зисе» или «Ткацка шул»— клойз львовского раввина-проповедника Мешулема-Зуси (умер в 1855 году) находилась на ул. Ткацкой № 5.
- Синагога «Агудас у-рав Мешилем Зисе» — на ул. Старотандетной № 7 (Мулярская)[19].
- Синагога «Магид Мешурим» («Проповедник») — на ул. Стрелецкой (Гавришкевича) также в честь львовского раввина-проповедника Мешулем-Зуси.
- Синагога «Шевет ахим» — на ул. Байзера № 1[20] (Мосяжной). Разрушена нацистами.
- Синагога «Хевра кадиша» («Святое братство» — так называлось иудейское погребальное братство) — на ул. Шенявской № 5 (Ужгородской), при синагоге была также ешива «Эц хаим» («Древо жизни»). Свой дом для синагоги и ешивы пожертвовал Шмуэль Калиш. После переезда Погребального братства на новое место синагога продолжала быть действующей для всех жителей квартала. Здание снесено в 1960-х годах при достройке корпуса 1-й городской клинической больницы.
- Синагога Шпрехера во дворе ул. Казимежской № 47 (ныне ул. Городоцкая № 45) . Разрушена нацистами.
- Бейт Тахара (кладбищенская часовня) — синагога на Новом еврейском кладбище (ул. Пилиховская/Ерошенко), возведена в 1912—1913 гг. Разрушена нацистами.
- Синагога «Алос Эфраим»[9], или «Бейс Ойлом шилехл» («Кладбищенская синагога»)[21] — синагога на Новом еврейском кладбище — ул. Пилиховская № 3 (Ерошенко), возведена в 1856 г. на средства Эфраима Викселя. Разрушена нацистами.
- Синагога «Бейт Хасидим» — первая известная хасидская синагога во Львове, существовавшая с 1791 года до разрушения в период гитлеровской оккупации. Находилась на ул. Божничей, 4 — на пересечении нынешних улиц Лазенной и Сянской.
- Синагога «Хадашим» или «Янкеле Гланцер шул»[22] (Старая хасидская синагога, синагога на Угольной) — построена в 1844 году, недействующая ныне синагога во Львове. Здание синагоги находится на перекрёстке ул. Угольной и площади Святого Теодора (почтовый адрес ул. Угольная, 3). Была клойзом белзских хасидов.
- Большой Бейт-Мидраш Предместья -построен в 1793 г. (разрушен в 1941 г.) на ул. Божничей (Сянской) № 5. Трёхэтажное здание: на 1-м этаже располагался Бейт-Мидраш, на 2-м — эзрат-нашим (отделение для женщин), на 3-м этаже были ещё две небольшие синагоги.
  - Синагога «Ор хадаш» («Новый свет») — хасидский клойз, который был расположен на верхнем этаже Большого Бейт-мидраша Предместья.
- Синагога «Матан бе-сэтэр» — с 1907 г., на ул. Божничей № 7. Разрушена нацистами.
- Синагога «Оским бимлехес ха-койдеш» («Занимающихся святой работой») на ул. Божничей № 20 — синагога издателей и печатников религиозных книг[23].
- Синагога «Бейт Лехем» — синагога пекарей, с 1912 г., на ул. Старозаконной (М.Удалого) № 10. Разрушена нацистами.
- Синагога «Шовсей Шабос» («Покоющихся в Субботу») — основна в 1880-х гг. на ул. Божничей (Сянской) № 15[24] напротив Большой предместной синагоги, а с 1930-х гг. — на пл. Теодора № 5[25]. При синагоге была благотворительная кухня, где бесплатно готовили субботние трапезы для всех нуждающихся[26].
- Синагога «Шомрей Шабат» («Соблюдающих Субботу») — во дворе ул. Староеврейская,19 или пл. Рынок,12. Синагога была разрушена в годы немецкой оккупации, после войны здание не было снесено, а перестроено под жилой дом.
- Синагога «Ломдей Шас умишнайот» — на ул. Боимов № 35 (ул. Староеврейская), основана львовским раввином И. Ш. Натанзоном (1810—1875)[27].
- Синагога «Агудат Беньямин» — на ул. Боимов № 46[28].
- Синагога «Раим Ахивим» — также на ул. Боимов № 35.
- Синагога «Зихрон Йеуда» — общества «Майней Ха-ешие и Зихрон Хаим Йеуда» на пл. Векслярской (Колиивщины).
- Синагога «Зихрон Йекутиэль» — на пл. Векслярской[29].
- Синагога «Пеэр мигваот» — небольшая синагога на пл. Снежной (пл. Звенигородская) изготовителей шляп, основана в 1862 году[30].
- Синагога «Мецапим лишуа» («Ожидающие спасения») — синагога мясников на ул. Слонечной № 14 (Кулиша).
- Синагога «Тиферет бахурим» — на ул. Слонечной[31].
- Синагога «Мелехес Генох» — синагога сапожников, во дворе на ул. Майера Балабана,8. Перестроена.
- Синагога «Хойреш эйцим» — синагога столяров, во дворе на ул. Джерельной, 55. Построена на средства семьи Лейбман. Не сохранилась.
- Синагога «Хойреш барзель» — синагога слесарей, инсталляторов и электромонтёров.
- Синагога «Цори Гилод» — благотворительного общества «Цори Гилод» с 1900-х гг. на ул. Короля Лещинского (ныне ул. Братьев Михновских). В 1924 г. было построено новое здание на ул. Короля Лещинского, № 4 по проекту архитектора Альберта Корнблута (стала называться Большая синагога «Цори Гилод»). Расписана зимой 1935—1936 г. художником Максимилианом Кугелем[32]. Сохранилась до наших дней с настенной живописью интерьера. В 2007 году был закончен ремонт синагоги по проекту израильского архитектора Аарона Острайхера. В 1989 г. была возвращена львовской иудейской общине.
- Большая синагога «Гал Эйд» («Памятник») — была построена в 1901 году на ул. Королевы Ядвиги (ныне Марко Вовчок), № 14 на средства Якова Гала в честь Эммануила Гала. При синагоге был также зал для проведения свадеб. Синагога пережила 1941—1944, но в 1972 г. была перестроена в Клуб швейной фабрики, а впоследствии в жилой дом.
- Синагога «Коль Рина вишуа» («Дом пения / молитв / и помощи», 1905) на ул. Джерельной № 49. Известна также как синагога «Экспресс»[33] общества грузчиков «Экспресс». При синагоге был зал, где для бедных невест и сирот бесплатно устраивали свадьбы. В синагоге «экспрессников» также располагалась ешива «Махазикей ломдей Тора». В 1955 г. руины синагоги использовали как фундамент для строительства нового жилого дома.
- Синагога «Охель ешарим» («Шатёр честных») построили в 1901 г. по проекту архитектора Яна Эрдели в стиле неоклассицизма по железнодорожным вокзалом, в районе Богдановки, на пересечении улиц Городецкой и ныне уже не существующей Фабричной. Сожжена немцами в августе 1941 года.
- Синагога «Бейт Йосеф» или «Филипп шилехл»[34] — большое здание на территории строений паровой мельницы Йозефа Филиппа на ул. Якуба Германа № 9 (сейчас ул. Лемковская). Разрушена нацистами.
- Синагога «Бейт Йеуда» или «Ребе Лейбеле Килоковерс клойз» — был в маленьком доме на левом берегу реки Полтвы на том месте, где впоследствии при застройке улицы Пелтевной (теперь проспект Вячеслава Черновола) был возведён дом № 1[35].
- Синагога «Кушевича Шул» — на ул. Кушевича[36].
- Синагога «Ишрей Лев» — на ул. Резницкой (Наливайко) № 13 на пером этаже[37].
- Синагога «Олескер клойз» — на ул. Резницкой (ныне Наливайко) № 11, учреждён в 1913 году.
- Синагога «Ребе Элиезер Любачер» — клойз на ул. Резницкой № 14, основан Э.Любачером- внуком безских цадиков, просуществовал до 1915 г.
- Синагога «Агудас Ешурим» — на ул. Станислава № 6 (ул. Тиктора), в ней молились также дельцы из львовской торговой бурсы, которая находилась рядом.
- Синагога «Бейс Дувид» («Дом Давида») или «Чертковер клойз» в доме на ул. Леонтовича № 19 была устроена в квартире из четырёх огромных, как залы, комнат. Клойз основали в 1914 году, когда во Львове резко увеличилась община чертковских хасидов из числа беженцев 1-й мировой войны.
- Синагога «Стрелискер клойз» в старом здании на ул. Старозаконной (М.Удатного), основан в 1825—1826 гг. хасидами ребе из Стрелиска (Новые Стрелища). Когда хасиды построили себе новый клойз, старая синагога стала местом молитвы жителей округи. Впоследствии ветхое строение разрушилось.
- Синагога «Стрелиский клойз» — «Бейт Йосеф» новая синагога стрелиских хасидов на ул. Овоцовой № 14. Большое новое здание с электрическим освещением, с галереями для женщин на 2-м этаже. Торжественное открытие состоялось 6 ноября 1932 года[38].
- Синагога «Стретинер клойз».
- Синагога «Бейт Цви Зеев Рапп» или «Рапп шул» на ул. Берка Йоселевича (Майера Балабана) № 5 на 1-м этаже. Перестроена под магазин.
- Синагога «Кеилат Шабат» с 1924 года расположена на ул. Берка Йоселевича (М. Балабана) № 20[39].
- Синагога «Агудас Цви Зеев Келлер» или «Келлерс шул» — на ул. Генинга № 2[40] (ул. Харьковская) на углу с ул. Лычаковской.
- Синагога «Керем Хемед» («Вожделенный виноградник»)- синагога овощных торговцев[41] на ул. Весёлой, 4.
- Синагога «Линас ха-Цедек у-Бейс Шамай» — на ул. Ветеранов,2.
- Синагога «Яд Харуцим» — с 1896 г., очень красивая синагога в здании львовского отделения Общества еврейских ремесленников «Яд Харуцим» («Рука проворных») на ул. Бернштайна № 11 (Шолом-Алейхема) на первом этаже с отдельным входом. Синагога не принадлежала собственно обществу «Яд Харуцим», круглый год в ней молились состоятельные евреи, известна также как синагога «Иммердоер шул»[16] в честь купца Иммердоера, пожертвовавшего не её строительство большую сумму. Кроме этой синагоги, на большие праздники молитвы проводились ещё и в залах самого общества «Яд Харуцим», где собиралось огромное число молящихся.
- Синагога «Тикват Цион» — на ул. Бернштайна № 14 (Шолом-Алейхема), с 1906 р., синагога общества «Тикват Цион» («Надежда Сиона») по распространению сионизма среди ортодоксальных евреев[42].
- Синагога «Агудат Шломо» — с 1900 г., на ул. Бэма № 39(сейчас улица Ярослава Мудрого). Находилась в жилом доме. Разрушена нацистами в 1941 году.

На пощади Бема (теперь пл. Князя Святослава) были три синагоги, среди них
- — синагога «Агудат Ахим» — на ул. Бема № 15 (Я. Мудрого)[9],
- — синагога Баума.
- Синагога «Ор Шемеш» или «Чопп- шул» — построена на пожертвования Чоппа на ул. Медовой,3. Ранее находилась во дворе ул. Солнечной (ныне Кулиша) № 26, её имя «Ор Шемеш» («Свет солнца») и дало название улице Солнечной. Разрушена, на её месте детская площадка.
- Синагога «Шмират а-Тфила» — на пл. Стрелецкой № 3 (пл. Д.Галицкого)[44].
- Синагога «Шеэрит Исраэль» («Остаток Израиля»)[45] или «Куликовер клойз» — с 1910 г., во дворе дома № 25 на ул. Жолковской (Б.Хмельницкого). Здесь в бейт-мидраше при синагоге в своё время учился будущий израильский поэт Ури Цви Гринберг. Синагога была разрушена нацистами.
- Синагога «Мацмиях Йешуа» («Взращивающий избавление») — на ул. Жолковской № 20 (Б.Хмельницкого).
- Синагога «Ахават Раим» — на ул. Жолковской № 26.
- Синагога «Югель Яаков исмах Исраэль» («Возликует Яаков, возрадуется Израиль») на ул. Жолковской № 34 (Б.Хмельницкого) на 1-м этаже.
- Синагога «Корте шул» или также «Корыте шул»[46] общества «Гомел хесед» — на ул. Жолковской № 111 (ул. Б.Хмельницкого) возле Жолковской рогатки, названная так из-за рукава реки Полтвы — Корыто. Одна из самых старых синагог Львова, упоминается в 1857 г. Территория для её постройки, завещанная одним бездетным евреем, стала оспариваться иезуитами, и окончательно была выкуплена ещё во время львовского раввина Якова-Мешулема Орнштайна (1775—1839). Разрушена нацистами.
- Синагога «Агудат Реим» — на ул. Городецкой № 34 (сейчас ул. Городецкая № 70).
- Синагога «Поэйл Цедек» («Творящий справедливость») — на пл. Краковской (Осмомысла) № 3.
- Синагога «Поалей Хесед»[47].
- Синагога «Хесед ве-эмет ле-Авраам» — на ул. Михала (Ремесленная) на Замарстынове, основана в 1901 году[48].
- Синагога «Ахиэзер» («Братская поддержка») в пассаже Гаусмана № 7 (ныне проезд Кривая Липа) на 3-м этаже — синагога объединения российских евреев «Ахиэзер», основана беженцами 1-й мировой войны из Проскурова (ныне — Хмельницкий) в 1920 г. С конца 1933 года синагога находилась в новом помещении на ул. Костюшко № 2, другой вход был с ул. Сикстуской № 16 (Дорошенко) через двор налево.
- Синагога «Халвуот Хейн» благотворительного общества поддержки мелких торговцев «Халвуот Хейн» («Безвозмездные ссуды»)[49].
- Синагога «Томхей Аниим» общества помощи бедным «Томхей Аниим нистурим»[17].
- Синагога «Томхей Тмимим»[50].
- Синагога «Сомхей Далим» («Поддерживающих бедняков»).
- Синагога «Бней левае» общества по устройству похорон на ул. Овоцовой № 14.
- Синагога «Тов умейтив»[51].
- Синагога «Малбиш Арумим».
- Синагога «Нойсе Холов».
- Синагога «Бейс есоймим» — на первом этаже в еврейском Доме сирот Еврейской религиозной общины на ул. Яновской № 34 (теперь здесь актовый зал Средней школы № 33 на ул. Шевченко). Синагогу учредил филантроп и общественный деятель Шимон Шаф по указанию графа Казимира Бадени. Она была устроена в виде малого Темпля с росписями и надписями из Святого Писания на стенах. Еврейский Дом сирот и синагогу торжественно открыл 11 сентября 1894 года сам император Франц Иосиф[52].
- Синагога Заведения для сирот на ул. Зборовских № 8 (ул. Донецкая)[53].
- Синагога «Мошав Зкейним шул» или «синагога Дома старцев» — еврейского Дома престарелых на ул. Раппопорта № 6[54].
- Клойз «Хабад-Бреслав» — на ул. Пелтевной № 4 (пр. Черновола), устроил в своём доме Ицикл Жолкевер (1814, Жолква — 1926, Львов) — здесь останавливались бреславские хасиды, паломничавшие на могилу рабби Нахмана из Брацлава и проезжавших через Львов. Здание разрушено во время войны, сейчас на этом месте построен торговый центр[55].
- Синагога «Сподкес» — известная с первой половины XIX в. Синагога для мастеров по изготовлению сподиков и штраймелов (хасидских меховых головных уборов). Находилась на первом этаже на ул. Казимировской № 5 (Городоцкая) — в той части, что выходила на ул. Фурманскую № 6. Здесь молились дед и отец львовского историка профессора Майера Балабана[56]. Позже было построено новое здание для синагоги на пл. Голуховских № 11 — 12.

На пл. Голуховских № 11— 12 в большом дворе, выходящим на ул. Ваговую, владелец домов — богатый купец Моисей Райс построил три синагоги:
- — новая синагога «Сподкес», или как её стали называть — синагога «Гомлей хасудим»;
- — синагога «Зихрон Ицхак» — «Клойз Жидачов» — «Память Ицхака» — названа в честь рабби из Жидачова, в ней был клойз жидачовских хасидов — один из первых хасидских клойзов во Львове, основан в 1880-х гг.;
- — синагога «Бикур Холим» общества заботы о больных.
- Синагога «Хейн Вухесед Агудас Ешурим» («Благоволение и милость») — на ул. Фурманской № 6 с 1855 года[57].
- Синагога шинкарская или синагога «Хамельцор Хаисруэли» — синагога союза рестораторов, официантов, владельцев кафе на ул. Фурманской № 1[58].
- Синагога «Ликитай шаймес» — на ул. Фурманской № 5 во дворе[59].
- Синагога «Степинер клойз» — один из самых старых клойзов во Львове, построен во дворе на ул. Фурманской № 5.
- Синагога «Орхей шулхан уманъимей зимра»— на пл. Теодора № 1, синагога общества официантов и музыкантов, зарабатывавших на свадьбах и других торжественных событиях еврейской традиционной жизни.
- Синагога «Кицру лефи Хесед» — на пл. Теодора, синагога мелких торговцев, владельцев киосков и мелких лавочек.
- Синагога «Ликутей шемот — Хаверим коль Исраэль» — на ул. Аленбеков (Таманская) № 3[60].
- Клойз «Гусятин» — гусятинских хасидов, основан в 1910 г. на ул. Пелтевной № 11 (теперь пр. Черновола № 21).
- Клойз «Гусятин» — 2 — в начале 1-й мировой войны, когда Гусятинский ребе переехал в Вену, много его хасидов — беженцев поселилось во Львове. Клойз на ул. Пелтевной уже не мог вместить всех, тогда был основан новый клойз на ул. Котлярской № 3.
- Клойз «Комарно» — основан в 1913 году на ул. Алембеков (Таманская), в 1914 г. во время посещения Львова ребе из Комарно был перенесён на ул. Солнечную,28 (Кулиша). С началом 1-й мировой войны был перенесён опять на ул. Казимежскую,37 (теперь Городоцкая, 35), где оставался действующим до немецкой оккупации.
- Клойз «Комарно» — 2 — «Гродецкий клойз» — основан примерно в 1935—1936 годах на ул. Гродецкой № 19 (теперь ул. Городоцкая № 67). При клойзе действовала небольшая ешива.
- Клойз «Боян» —— в доме Боянского ребе на ул. Легионов,29 кв. № 1[61] (пр. Свободы) с 1917 года, когда Боянский ребе Аврум-Яков Фридман поселился во Львове.
- Синагога «Бойберке» —— на ул. Легионов,37 при обществе «Хавура Аншей Бобрка»[62].
- Клойз «Сасов» —— основан в 1914 г., когда в начале 1-й мировой войны адмор сасовских хасидов ребе Шломо Майер переехал во Львов и поселился на ул. Котлярской № 1. В этом же доме и открылся клойз «Сасов», в котором молились сасовские хасиды, проживавшие во Львове.
- Клойз «Сасов-Поморин» —- основан раввином Шаломом Тойбом из Поморян рядом с его квартирой на ул. Легионов (пр. Свободы).
- Синагога «Холовер клойз» или синагога «Нахалас Мордехай» — была основана хасидами раввина из Холоева в марте 1936 г. на первом этаже на ул. Солнечной № 26 — Медовой № 1[63].
- Синагога «Ховевей Хадат» — в здании на ул. Зибликевича № 43[64] (теперь ул. И.Франко № 71). В 2012 г. во время ремонта была обнаружена роспись в подвальном помещении, которое относилось к синагоге[65][66].
- Синагога «Таймимай дерех».
- Синагога Нуссдорфа — на ул. Зелёной № 53[67] — там же, где была фабрика химических изделий, владельцем которой он являлся.
- Синагога «Эзрас Ахим» — на ул. Зелёной № 40[68].
- Синагога на ул. Кентшинского (ул. Федьковича — ул. Полищука)[69].
- Синагога Моисея Фрейлиха — владельца знаменитой фирмы медицинских бандажей на ул. Городоцкой № 35 (теперь ул. Городоцкая № 83)[17], там же была и его синагога.
- Синагога «Родфей Шалом» — на ул. Городоцкой № 9 (теперь ул. Городоцкая № 57).
- Синагога Циппера — на ул. Фурманской.[70]
- Синагога «Тфисе шилехл» — тюремная синагога в Бригидках. Еврейским заключённым приходилось молиться по разным тюремным камерам, пока в декабре 1934 г. открыли синагогу и для них[71]. Сквозь толстые стены и решётки звуки и мелодии молитв хорошо были слышны прохожим на улице Казимежовской (Городоцкой)[72].
- Синагога на ул. Коллонтая № 5 (ул. Менцинского) — в помещении благотворительного общества помощи учащимся ешив «Айшел Тора». Когда общество переехало на новый адрес, владелец дома Мехел Масс устроил в нём синагогу. В марте 1936 года в синагогу был торжественно внесён новый свиток Торы[73].
- Синагога «Хавуас Шалом» — новая синагога на ул. Выбрановского № 2 (Тесленко)[74].
- Синагога «Дегель Йеуда» — на ул. Новый Свет № 6.
- Синагога «Шалом веэмет» («Мир и правда»)[75] — большая синагога на ул. Буйной (бочная ул. Варшавской) в Клепарове, была сожжена немцами в августе 1941 года[76].
- Синагога «Масс-шул» — синагога Масса — на ул. Замарстыновской за Замарстыновской рогаткой на границе с Голоско, стояла обособленно с небольшой усадьбой. На праздники собиралось до двух тысяч молящихся, и мужское и женское отделения были переполнены, и тогда добавляли во дворе синагоги ещё столы и скамьи. Синагога имела своего кантора и канторский хор[43].
- Синагога «Эзрас Исраэль» («Помощь Израиля») — в Замарстынове[77].
- Синагога «Кодеш Хейлилим» — на ул. Львовской (теперь ул. Замарстыновская) в Замарстынове[78].
- Синагога «Бейт Эфраим» — за Яновской рогаткой в Баторовке[79].
- Синагога «Ешиве шул» — синагога при ешиве «Ор Тора» на ул. Старозаконной № 5 (ул. Мстислава Удатного)[80].

### Синагоги на Знесенье
На Знесенье были свои синагоги:
- Большая синагога на Знесенье «Осе Тов» («Делающий добро»)[81], построенная в 1871 г., на ул. Райха № 4[82] (теперь не существует),
- Малая синагога на Знесенье «Огель Ешарим»[83],
- клойз «Знесенье», в котором вместе молились хасиды разных направлений, находился рядом с Большой синагогой,
- синагога «Бейт Исраэль» («Дом Израиля»)[84],
- «Большой Бейт мидраш на Знесенье» — тоже на ул. Райха № 4[85].
- «Новый Бейт мидраш на Знесенье», построенный Хуго Ульрихом в 1913 г..

### Синагоги в Винниках и Лисиничах
Евреи — жители Винник имели свою синагогу «Виннике Шул». Находилась она на теперешней ул. И.Франко № 46 во дворе, разрушена в годы 2-й мировой войны и после неё, остались стены синагоги.
Была синагога и в Лисиничах.

### Синагога в Брюховичах
В сентябре 1935 года стала действовать синагога «Ахдут» («Единство») в Брюховичах возле железнодорожного вокзала.

## Молитвенные дома —штиблах
Кроме синагог и бейт-мидрашей существовали во Львове многочисленные молитвенные дома (штиблах) разных раввинов и хасидских адморов или их потомков. Почти каждый хасидский ребе основывал в своей частный квартире штибл или даже бейт-мидраш, которые были центрами молитвы и изучения Торы как для хасидов, так и для простых евреев, живших поблизости. Наиболее известными были:
- бейт-мидраш раввина Берла Стретинера на ул. Жолкевской № 29 (Б.Хмельницкого)
- бейт-мидраш раввина Зундла Найхойза из Самбора на ул. Слонечной № 4 (П.Кулиша)
- штибл раввина Михла Рубина из Сасова на пл. Краковской (Осмомысла)
- штибл раввина Ханоха Тайтельбойма на ул. Казимировской (Городоцкой)
- бейт-мидраш ребе Лейбуша Бродера из г. Броды на ул. Котлярской
- бейт-мидраш раввина Пинхаса Рокаха из Наварии на ул. Берка Йоселевича № 29 (М.Балабана)
- штибл раввина Лейбуша Стрелискера
- бейт-мидраш раввина Шалома Ласа из Збаража на 1-м этаже на ул. Ваговой № 1
- штибл раввина Израиля Найхойза из Бобрки на ул. Берка Йоселевича № 2 (М.Балабана)
- штибл раввина из Лижайска на ул. Газовой
- штибл раввина из Глинян (отца израильского поэта Ури-Цви Гринберга) —- на пл. Теодора
- штибл ребе из Корошина в округе синагоги «Хадашим»
- штибл раввина Давида Рокаха из Белза на ул. Клепаровской
- штибл раввина Давида Рокаха из Угнева на пл. Теодора[90]
- штибл раввина из Каменки на ул. Жолковской (Хмельницкого)
- бейт-мидраш раввина Хиршла из Поморян на ул. Бляхарской (И. Фёдорова)
- бейт-мидраш ребе Ури из Стрелиска (Новые Стрелища) на ул. Костёльной
- бейт-мидраш раввина на ул. Шинявской (Ужгородской)
- бейт-мидраш раввина Иекусиеля Эфрати на ул. Замарстыновской
- бейт-мидраш раввина Шмуэля Халеви Модлингера на ул. Божничей (Сянской)
- бейт-мидраш раввина из Вельки-Очи на ул. Сербской
- бейт-мидраш вдовы раввина из Наварии на ул. Шпитальной № 11
- синагога Бергеров — частная синагога в доме Бергеров на ул. Казимировской № 10 — на углу ул. Шпитальной, где в 1912 г. был возведён Торговый дом «Магнус»
- синагога Орнштайна — частная синагога раввина Хирша Орнштайна на ул. Казимировской № 16 (дом Раппапорта)
- синагога Буберов — частная синагога, была устроена на мансарде в доме на ул. Казимировской № 22 на углу с ул. Карной (теперь ул. Городоцкая № 18)[91]
- бейт-мидраш ребе из Сасова на ул. Слонечной № 25 (Кулиша) в пассаже Германнов[92]
- молитвенный дом общества «Махазикей лимуд — Даат Тора» на ул. Театральной, № 23 в здании Скарбека[93] с февраля 1937 года
- Устилер бейт-мидраш львовских хасидов ребе Пинхаса Тверского из Устилуга в квартире его сына раби Йоханана на ул. Скарбковской, № 7 (ул. Леси Украинки)[94], который в 1937 переехал во Львов, а до этого был раввином в Мужае (теперь Мужиево).

## Аренда других помещений под синагоги
На праздничные дни, особенно в период осенних праздников — еврейского Нового года (Рош ха-шана), Судного дня и Суккот, когда многочисленные синагоги Львова были переполнены, было широко принято снимать в аренду другие помещения под синагоги. Большие львовские залы вмещали сотни молящихся, проводить молитвы в них также приглашали знаменитых канторов с различных городов и стран. Так, временные синагоги устраивались
- в большом зале Дома еврейской общины на ул. Бернштайна № 12 (ул. Шолом Алейхема)[95][96],
- в залах общества «Яд Харуцим» на ул. Бернштайна № 11,
- в еврейском Доме социальной помощи на ул. Старотандетной № 4 (ул. Мулярская № 2а)[97],
- в Ремесленной палате на пл. Стрелецкой (теперь Кукольный театр на пл. Д.Галицкого),
- в обществе мелких торговцев на пл. Голуховских № 1 в здании театра Скарбека (теперь Национальный академический украинский драматический театр им. Марии Заньковецкой),
- в «Посеймовом зале» на пл. Краковской № 12 (в здании Скарбека) и в зале «Лютня»[98] Еврейского музыкального общества «Юваль» — в том же здании Скарбека,
- в зале «Sztuka» на ул. Театральной № 23,
- в зале над кинотеатром Музыкального общества на ул. Шашкевича № 5 (ныне Музыкальное училище на пл. Шашкевича),
- в залах Народного Дома (ныне Дом офицеров) на ул. Театральной № 22 (в частности в буфетном зале польского театра «Rozmaitości», который размещался в украинском Народном доме),
- в кинотеатре на ул. Жолковской № 11 (позднее кинотеатр им. Б.Хмельницкого на ул. Б.Хмельницкого)[99],
- во Львовском обществе купцов на ул. Гетманской № 6 (проспект Свободы),
- в большом зале «Belle-Vue» на ул. Легионов № 27 (пр. Свободы) в пассаже[100],
- в кавярне «Абазия» на ул. Легионов № 33 на втором этаже[101],
- в большом зале на ул. Казимировской № 20 (Городоцкая)[102],
- в хейдере «Йесодей ха-Тора» на ул. Сербской № 4,
- в еврейской народной школе «Mitet» на ул. Сикстуской № 30 (ул. Дорошенко)[103],
- в залах на ул. Сикстуской № 23[104],
- в залах общества «Цеирей Йеуда» в пассаже Гаусмана № 5 (проезд Кривая Липа),
- в залах ивритской школы «Сафа Берура» в пассаже Гаусмана № 7[105],
- в залах отеля «Гранд» на ул. Легионов № 13[106], в залах отеля «Империал» на ул. 3 Мая № 3 (ул. Сечевых Стрельцов)[107],
- в помещениях Союза еврейских частных служащих на ул. Словацкого № 6 (дом Вайнберга)[108] и
- в пассаже Миколяша[109],
- в зале «Ul» на ул. Оссолинских № 10 (Стефаника)[110],
- в Заведении сирот имени Рубензала на ул. Яновской № 78 (ул. Шевченко)[111],
- в Заведении девочек-сирот имени Розы Мельзеровой на пл. Стрелецкой № 4 (пл. Д.Галицкого)[112],
- в Приюте для бедных на ул. Боимов № 29 (ул. Староеврейская),
- в Еврейском Обществе глухонемых на ул. За збройовней № 3 (Арсенальская)[113],
- в зале частной женской гимназии Адели Карп-Фукс на ул. Красицких № 18а (ул. Огиенко)[114],
- в большом зале Еврейского студенческого дома на ул. св. Терезы № 26а (Ангеловича)[115],
- в зале на ул. Японской № 9[116],
- на ул. Потоцкого № 17 (ул. Чупринки) — общество «Дегель Йеуда»[117],
- в школе Общества ремесленных мастерских на ул. Пекарской № 9[118],
- на ул. Рея № 7 (ул. Севастопольская)[119],
- в помещении молодёжной сионистской организации «Ахва» на ул. Смоча № 1а (Подмурная)[120],
- в обществе «Ховевей ха-дат» на ул. Батория № 11 (Князя Романа)[121] и
- на ул. Яблоновских № 36 (ул. Руставели)[122],
- в залах на ул. Зелёной № 7 и № 60 — общество «Эзрас Ахим»[123],
- на ул. Пилсудского № 12 (И.Франко)[124],
- в помещении Еврейского гимнастического общества «Дрор» на ул. Фридрихов № 5 (ул. Мартовича)[125],
- в залах зерновой биржи на ул. Рейтана № 6 (ул. Леся Курбаса) — другой вход с ул. Легионов № 27[126],
- в зале газовни (газового хозяйства) на ул. Кушевича[127], на ул. Новый свет № 18[128],
- на 2-м этаже на пл. Голуховских № 4 над рестораном Давида Дорфмана,
- в зале на ул. Замарстыновской № 25 (самый большой зал в довоенном Львове, в нём молилось около тысячи человек)[129],
- в залах Насса на ул. Шпитальной № 38, в школе танцев на пл. Рынок № 17, на ул. Резницкой № 7 (Наливайко)[130],
- в синагоге Горовичей на ул. Резницкой № 17[131],
- на ул. Городоцкой, 117[132] и др.

И если в обычные дни года количество всех мест проведения молитв была около 350, то в период праздников оно доходило до 500.

## Галерея
- Золотая Роза
- Цори Гилод
- Хадашим (синагога)
- Большая городская синагога
- Большая предместная синагога (1900)
- Темпль
- Синагога Хасидим Шул
- Городской Бейт-мидраш
- Старокладбищенская синагога
- Роспись Сикстуской синагоги
- Синагога Гомел хесед
- Синагога Экспресс
- Синагога «Хойреш Эйцим» семьи Лейбман
- Синагога Ор шемеш
- Синагога Ковеа итим ле-Тора
- Синагога Охель Ешарим
- Синагога Агудас Шломо
- Синагога Мефоршей ха-ям
- Яд Харуцим, вход в синагогу
- Ул. Пелтевна, 4, где находился Клойз Хабад-Бреслев
- Проект синагоги «Шомрей шабат», 1870 г.
- Синагога «Шомрей Шабат»
- Возле синагоги Шомрей Шабат, 1937 г.
- Синагога «Бейт Лехем»
- Синагога Мелехес Генох
- Синагога на Знесенье.
- Закладка синагоги Лев Израэль
- Еврейский Дом сирот, в котором была также синагога
- Синагога Алос Эфраим на Новом еврейском кладбище
- Роспись синагоги Зихрон Йосеф
- Роспись синагоги Ховвей Хадат
- Роспись синагоги Тикват Цион
- Бывшая синагога Гал Эйд
- Синагога Ахиэзер занимала 3-й этаж
- Балкон для женщин синагоги Бейт Цви Зеев Рапп
- Здание ешивы Ор Тора, где была синагога «Ешиве шул»
- Здание синагоги Нецах Исраэль
- Мемориальная доска из синагоги "Линас ха-Цедек у-Бейс Шамай"